# NGC 1023

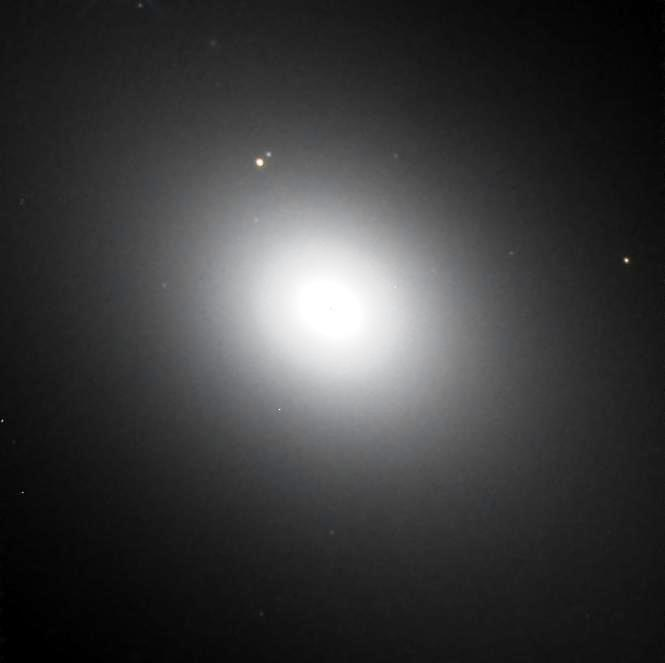
NGC 1923 (Telescopio spaziale Hubble)

NGC 1023 è una galassia a spirale barrata lenticolare situata nella costellazione di Perseo a una distanza di circa 32 milioni di anni luce: è il membro più brillante del gruppo di NGC 1023, che comprende anche NGC 891 e NGC 925.
Questa galassia è caratterizzata dal fatto di possedere un particolare tipo di ammasso stellare, chiamati faint fuzzies, che sembrano essere una sorta di ammassi globulari, nati dalla fusione di altri ammassi: questo tipo di cluster è stato trovato solamente in altre due galassie: NGC 3384 e NGC 5195, la compagna di M51. Questi ammassi hanno anche la caratteristica di possedere una relativa abbondanza di idrogeno neutro.
NGC 1023 sembra avere un buco nero centrale con una massa compresa tra 40 e 60 milioni di masse solari.

## Gruppo di NGC 1023
NGC 1023 fa parte del Gruppo di NGC 1023 situato nel Superammasso della Vergine. Il gruppo comprende tra le altre le galassie NGC 891, NGC 925, NGC 949, NGC 959, NGC 1003, NGC 1058 e IC 239.